# Savante Stringfellow
Savante Stringfellow (Estados Unidos, 6 de noviembre de 1978) es un atleta estadounidense, especialista en la prueba de salto de longitud, en la que ha logrado ser subcampeón mundial en 2001.

## Carrera deportiva
En el Mundial de Edmonton 2001 ganó la medalla de plata en salto de longitud, con un salto de 8.24 metros, quedando tras el cubano Iván Pedroso que saltó 8.40 metros, y por delante del portugués Carlos Calado, que llegó hasta los 8.21 metros.